# Плешивица (Јастребарско)
Плешивица је насељено место у саставу града Јастребарског у Загребачкој жупанији, Хрватска. До територијалне реорганизације у Хрватској налазила се у саставу бивше велике општине Јастребарско.

## Становништво
На попису становништва 2011. године, Плешивица је имала 292 становника.

## Попис1991.
На попису становништва 1991. године, насељено место Плешивица је имало 299 становника, следећег националног састава:
| Попис 1991.‍  | Попис 1991.‍  | Попис 1991.‍ | Попис 1991.‍ | Попис 1991.‍ |
| ------------ | ------------ | ----------- | ----------- | ----------- |
|              |              |             |             |             |
| Хрвати       | Хрвати       |             | 291         | 97,32%      |
| Југословени  | Југословени  |             | 1           | 0,33%       |
| Македонци    | Македонци    |             | 1           | 0,33%       |
| Чеси         | Чеси         |             | 1           | 0,33%       |
| неопредељени | неопредељени |             | 5           | 1,67%       |
| укупно: 299  |              |             |             |             |